# Sonic's Schoolhouse
Sonic's Schoolhouse (littéralement L'École de Sonic) est un jeu vidéo éducatif pour apprendre à lire, écrire et compter. Les joueurs peuvent en plus gagner l'accès à deux mini-jeux, le premier est un jeu de collecte d'anneaux rappelant le gameplay de la plupart des jeux de la série et le second un memory (jeu des paires). Le jeu propose également un mode qui fournit des informations sur les divers animaux rencontrés dans le jeu. Il a été développé par Orion Interactive (qui devint plus tard MGM Interactive) et édité par Sega et Bap Interactive. Il s'agit du premier jeu développé par Orion.